# Luik-Bastenaken-Luik voor beloften 2024
De 38e editie van de wielerwedstrijd Luik-Bastenaken-Luik voor beloften vond plaats op 13 april 2024. De wedstrijd startte in Bastenaken en finishte 175 kilometer later in Blegny. De wedstrijd maakte deel uit van de UCI Europe Tour, met de categorie 1.2U. Door die categorie was de wedstrijd enkel toegankelijk voor beloften. Joseph Blackmore maakte zijn favorietenrol waar en won de wedstrijd.

## Uitslag
| Plaats  | Naam              | Ploeg                      | Tijd     |
| ------- | ----------------- | -------------------------- | -------- |
| Winnaar | Joseph Blackmore  | Israel Premier Tech Acad.  | 4u09'53" |
| 2       | Robin Orins       | Lotto Dstny Dev.           | + 5"     |
| 3       | Jørgen Nordhagen  | Visma \| Lease a Bike Dev. | + 9"     |
| 4       | Emiel Verstrynge  | Alpecin-Deceuninck Dev.    | + 15"    |
| 5       | Brieuc Rolland    | Cont. Groupama-FDJ         | z.t.     |
| 6       | Tijmen Graat      | Visma \| Lease a Bike Dev. | + 16"    |
| 7       | Huub Artz         | Wanty-ReUz-Technord        | + 34"    |
| 8       | Tim Rex           | Wanty-ReUz-Technord        | + 1'18"  |
| 9       | Bjoern Koerdt     | CC Étupes                  | z.t.     |
| 10      | William Smith     | Trinity                    | z.t.     |
| 11      | Simon Dalby       | Uno-X Mobility Dev.        | + 1'21"  |
| 12      | Tobias Svarre     | ColoQuick                  | + 1'22"  |
| 13      | Kamiel Eeman      | Lotto Dstny Dev.           | + 1'29"  |
| 14      | Thibaud Gruel     | Cont. Groupama-FDJ         | + 1'42"  |
| 15      | Paul Magnier      | Soudal Quick-Step Dev.     | + 1'51"  |
| 16      | Daniel Lima       | Israel Premier Tech Acad.  | z.t.     |
| 17      | Pau Martí         | Israel Premier Tech Acad.  | z.t.     |
| 18      | Sam Maisonobe     | Vendée U                   | z.t.     |
| 19      | Arno Wallenborn   | Luxemburg                  | z.t.     |
| 20      | Vlad Van Mechelen | Dev. dsm-firmenich PostNL  | + 1'58"  |